# Красное колесо
«Кра́сное колесо́» — роман-эпопея Александра Солженицына о России 1914—1917 годов, о Первой мировой войне, Февральской и Октябрьской революциях 1917 года. Одно из основных литературных произведений Солженицына. Автор определил жанр произведения как «повествованье в отмеренных сроках».
Состоит (по авторскому определению) из двух «действий» и четырёх «узлов»:
- Действие первое — революция:

- Узел I — «Август Четырнадцатого»;
- Узел II — «Октябрь Шестнадцатого»;
- Узел III — «Март Семнадцатого»;

- Действие второе — народоправство:

- Узел IV — «Апрель Семнадцатого»;
- Дополнение — «На обрыве повествования». Конспект ненаписанных Узлов (V—XX) («Июль Семнадцатого», «Август Семнадцатого», «Сентябрь Семнадцатого», «Октябрь Семнадцатого», «Декабрь Семнадцатого»)

## История создания
Начиная с июня 1965 года, Солженицын начал вести дневниковые записи, посвящённые роману о Революции Семнадцатого года («Дневник Р-17»). С перерывами эти записи велись с 1960-х по 1991 год. В дневниковой записи от 8 ноября 1976 года Солженицын сообщает, что мысли о создании грандиозного романа о революции возникли у него 40 лет назад, в 1936 году:

Сегодня 40 лет, как я задумал Р-17. <…> Помню, это был слабосолнечный ноябрьский день, по тогдашнему счёту (каждый шестой) — выходной. Накануне вечером была большая студенческая вечеринка, а теперь я вышел в душевном томлении и пошёл по Пушкинскому бульвару. Трёх кварталов не прошёл — и между Николаевским и Соборным даже остановился, так внезапно вгрузился в меня замысел — и стал лавинно расширяться (я ещё не знал тогда понятия лавинности). Побрёл домой, боясь расплескать, — но ещё до дома не дойдя, стал что-то записывать, уже не держалось.

Перечитывая много лет спустя фрагменты романа, написанные им в 1936—1938 годах, Солженицын нашёл текст «совершенно беспомощным», но композицию в целом абсолютно зрелой.

## Содержание произведения

### Узел I — Август Четырнадцатого
Книга 1 (гл. 1—48). Картины предвоенной жизни на юге России. Двое русских студентов, Саня Лаженицын и Котя, едут на войну добровольцами. Наступление русской армии в Восточной Пруссии. Военные действия середины августа. Разное отношение к войне. Народ, народники, Лев Толстой, интеллигенция. Ленин в эмиграции, лозунг «превратить империалистическую войну в войну гражданскую». На фронте: окружение русской армии. Генерал Самсонов.
Книга 2 (гл. 49—82). Окружение русской армии, наступление германской. Самсоновская катастрофа, отступление русской армии. Полковник Воротынцев выходит из окружения. Русские пленные. О довоенной жизни в России: освободительное движение, анархисты, народовольцы, революционеры. Споры о революции. Богров и Столыпин, убийство Столыпина и его последствия. Очерк жизни Николая II от юности и до Первой мировой войны. Эпизоды дореволюционной жизни в России: отношение интеллигенции к самодержавию и революции.

### Узел II — Октябрь Шестнадцатого
Книга 1 (гл. 1—37). Саня Лаженицын на фронте. Военные действия, споры о войне и вере. Довоенный период: кадеты, либералы, террористы, Государственная дума. Фёдор Ковынёв. Воротынцев и его жена Алина. Общество, правительство и царь. Воротынцев в Петербурге, споры о войне и мире. Очерк жизни инженера Ободовского. Воротынцев и Ольда, разговоры о монархии и республике. Революция 1905—1907 годов, царь и общество. Революционеры, Шляпников, Гвоздев. Арсений Благодарёв дома. Революционеры в Швейцарии. Ленин.
Книга 2 (гл. 38—75). Воротынцев в Петербурге. Гучков. Еврейский вопрос. Ленин в Цюрихе. Инесса Арманд. Ленин и Парвус. Воротынцев в Москве: объяснение с женой. Саня и Котя на фронте. Прогрессивный блок. Революционеры. Царская семья. Распутин. Николай II и Государственная дума. Исповедь Зинаиды.

### Узел III — Март Семнадцатого
Книга 1 (гл. 1—170). Царская семья после смерти Распутина. Недостаток хлеба, очереди, недовольство в Петрограде. Революционеры, социалисты. Нарастание волнений в Петрограде. Воротынцев с Ольдой. Волнение в Государственной думе, речи Керенского и Милюкова. Министр Протопопов. Сбор социалистов. Царь в Могилёве. Совет министров и Государственная дума. Демонстрации, беспорядки и стрельба на улицах Петрограда. Бунт запасных батальонов. Воротынцев с Алиной: расставание. Солдатский бунт усиливается. Полковник Кутепов. Временный комитет Государственной думы. Социалисты стягиваются в Думу. Зарождение Совета. Аресты царских чиновников, расправа над полицейскими. Керенский. Царь и генералы, идея послать войска в Петроград. Первые заседания Совета. Милюков. Родзянко. Катастрофические телеграммы из Петрограда.
Книга 2 (гл. 171—353). Солдатский бунт растёт, аресты и избиения офицеров. Шульгин «берёт» Петропавловскую крепость. Капитуляция генерала Хабалова. Делегации и речи в Думе и Петроградском Совете. Николай II в царском поезде. Сомнения генерала Алексеева в посылке войск в Петроград. Депутаты Думы. Арест Протопопова. Поворот царского поезда в Малой Вишере. Генералы Алексеев и Энгельгардт. Революция вышла за пределы Петрограда. Царский поезд прибыл на станцию Дно. Великий князь Михаил Александрович: проект манифеста. Приказ № 1. Царские генералы: остановка полков, мысли об отречении Николая II. Советы и Дума. Создание Временного правительства. Родзянко. Корнилов. Ленин в Швейцарии. Революция пришла в Ростов. Первые заседания Временного правительства. Гучков и Шульгин едут к царю. Отречение Николая II.
Книга 3 (гл. 354—531). Распространение манифеста об отречении Николая II. Великий князь Михаил Александрович не принял престола от своего брата, отрекшись в свою очередь. Революция стремительно утверждается в Петрограде и Москве и приходит в другие части Россииː в Ростов, На Дон, на Тамбовщину. Фёдор Ковынёв наблюдает нравы революции. Распад и сдача властей. Первые решения Временного правительства. Приказ № 1 разрушает воинские части на фронте и в тылу. Развал и беспорядки в армии. Бунт на кораблях Балтийского флота, убийство адмирала Непенина. Арест Николая II, заточение его с семьёй в Царском Селе.
Книга 4 (гл. 532—655). Варсонофьев наблюдает развитие революции. Несостоявшаяся встреча Брешко-Брешковской. Шингарёв, Милюков, Гучков, Корнилов, Алексеев. Великий князь Николай Николаевич узнаёт о своей отставке. Керенский. От имени Исполнительного комитета разослан манифест «К народам мира». Революция всё больше и больше распространяется по стране. Противостояние Временного Правительства и Исполкома. Влияние Исполкома усиливается. Разногласия в редакции газеты «Правда»: свергать или поддерживать Временное Правительство (Шляпников и Каменев). Проблема хлебной монополии и Земельный вопрос. Ленин договаривается о проезде из Швейцарии в Россию через Германию.

### Узел IV — Апрель Семнадцатого
Книга 1 (гл. 1—91). Социал-демократы возвращаются в Петроград из сибирской ссылки. Церетели. Декларация Временного правительства 27 марта и воззвание к солдатам. Начало Всероссийского совещания Советов. В Армии беспорядки, массовое дезертирство. Воззвание Гучкова. Группа Ленина на заседании Исполнительного комитета в Швейцарии. Гиммер. Плеханов. Циммервальдисты терпят поражение. Ленин прибывает в Петроград. Бурная деятельность Керенского. «Севастопольское чудо» Колчака. Успех публичных речей Керенского. Эпизоды «народоправства» в армии и в тылу. Ленин организует первую большевистскую пробу сил. Стрельба на улицах по безоружным. Лозунги: «Долой Милюкова!», «Долой Временное правительство!» Шумные споры и драки на улицах, раненые, убитые. Переговоры членов Исполнительного Комитета и Временного правительства, попытки конфликт. Сопротивление большевикам петроградской образованной публики переменило планы Ленина: гражданскую войну пока отложим. Стеклов.
Книга 2 (гл. 92—186). «Первомайская» демонстрация и эпизоды «народоправства» в Москве. Воротынцев в Ставке и с женой. В имении Вяземских. Настроения и конфликты в Новочеркасске и на Дону. Тыловые гарнизоны. Керенский и Исполнительный Комитет. Каменев и Ленин. В полку: офицеры как военнопленные. В деревне: слухи, газеты, комитеты, агитаторы. Гучков. Промышленное снабжение, хаос на заводах. Братание русских солдат с германскими. «Заседание Четырёх Дум». Заботы Шингарёва, крестьяне не везут хлеб на продажу. Временное правительство в тоске и ожидании. Германские парламентёры у генерала Драгомирова. Милюков. Корнилов. Гучков собирается в отставку. Речи Керенского. Вожди большевиков. Царская семья в заточении. Беспорядки в действующей Армии. Ленин. Съезд главнокомандующих в Ставке. Отставка Гучкова освободила пути Керенского. Исполнительный Комитет: прения о коалиции с Временным правительством. Происходящее — глазами Шульгина. Исполнительный Комитет обсуждает с министрами программу коалиции. Зиновьев становится оратором большевиков. Заседания Временного правительства. Уход Милюкова. Керенский пытается воодушевить Армию. Заседания ЦК кадетской партии. Коалиция: торг о портфелях. Собирают крестьянский съезд. Ленин репетирует с помощниками, как отстаивать на суде особняк Кшесинской. Шингарёв: хлебная монополия. «Народоправство» в провинции. Открытие Совета крестьянских депутатов. Совещание Главнокомандующих с правительством и Исполнительным Комитетом. Наблюдения и выводы генерала Гурко. Маклаков. Речи Милюкова, Гучкова, Шульгина, Маклакова. Доктор Федонин возвращается из германского плена, споры врачей и политэмигрантов. Троцкий прибывает в Петроград, встреча и митинг на Финляндском вокзале. На съезде крестьянских депутатов. Жизнь и борьба Троцкого. Саня с невестой у Варсонофьева. Первые шаги Керенского как военного и морского министра. Ленин и Троцкий, пленум Совета. Воротынцев на могилёвском Валу. Календарь революции (11 мая — 4 июня).

## Памятка первочитателя
Условия: Совершенно исключить возможность размножения даже отдельных глав и страниц, не говоря обо всей вещи. Вещь в Самиздат пока не идет. Поэтому давать читать только тем лицам, о которых сговорено с представителем автора. Никакой утечки!
Анкета Первочитателя
1. Возраст (округленно до пятка):
2. Пол:
3. Если мужчина — служил ли в армии, был ли на фронте?
4. Как прочли Вы сплотку военных глав: — тяжело, легко, средне? сохраняя интерес или теряя его? если терялся — с какой приблизительно главы?
5. Ясен ли Вам стал смысл и ход армейской операции с русской и немецкой сторон? Была ли охота у Вас вникать, или Вы скользили, пропускали? Как читались Вами обзорные (со штрихом) главы?
6. Создавалось ли у Вас доверие, что передаются немодифицированные атмосфера, быт, обстоятельства именно той войны, 1914 г.? или показалось проекцией этой войны?
7. Как Вы оцениваете эту книгу сравнительно с предыдущими того же автора?
8. Ваше мнение о монтажных главах (6"., 60")?
9. Персонажи, наиболее удавшиеся?
10. Персонажи, наиболее неудачные?
11. Независимо от этой анкеты, устно и письменно, обще или детально, в любом виде сообщайте свое мнение, если есть охота.

## Издания

### На русском языке
- Солженицын А. И. Август Четырнадцатого // Звезда. — 1990. — № 1—12.
- Солженицын А. И. Август Четырнадцатого // Роман-газета. — 1991. — № 23—24; 1992. — № 1—3.
- Солженицын А. И. Красное колесо: Повествованье в отмеренных сроках. — Узел 1: Август Четырнадцатого. Т. 1. — М.: Воениздат, 1993 (-1997). — ISBN 5-203-01576-7; и далее (в 10 томах; 30000 экз.). Репринтное воспроизведение с собрания сочинений А. Солженицына (YMCA Press, Вермонт-Париж, тт. 11—20, 1983—1991) «с последними поправками автора, которые впервые использованы в этом издании». / То же: М.: Воениздат [Русский путь], 2001 [2005] ISBN 5-203-01907-X, ISBN 5-85887-227-1, ISBN 5-85887-228-X, ISBN 5-85887-229-8
- Солженицын А. И. Собрание сочинений в 30 томах (редактор-составитель Н. Солженицына).

тт. 7—16. Красное колесо: Повествованье в отмеренных сроках:
- …Т. 7. Узел I: Август Четырнадцатого. Книга 1. — М.: Время, 2007. — 432 с. — ISBN 5-94117-166-8;
- …Т. 8. Узел I: Август Четырнадцатого. Книга 2. — М.: Время], 2007. — 536 с.;
- …Т. 9. Узел II: Октябрь Шестнадцатого. Книга 1. — М.: Время, 2007. — 512 с.;
- …Т. 10. Узел II: Октябрь Шестнадцатого. Книга 2. — М.: Время, 2007. — 592 с.;
- …Т. 11. Узел III: Март Семнадцатого. Книга 1. — М.: Время, 2008. — 744 с. — ISBN 978-5-9691-0273-6;
- …Т. 12. Узел III: Март Семнадцатого. Книга 2. — М.: Время, 2008. — 800 с. — ISBN 978-5-9691-0274-3;
- …Т. 13. Узел III: Март Семнадцатого. Книга 3. — М.: Время, 2009. — 776 с. — ISBN 978-5-9691-0032-9;
- …Т. 14. Узел III: Март Семнадцатого. Книга 4. — М.: Время, 2009. — 736 с. — ISBN 978-5-9691-0395-5;
- …Т. 15. Узел IV: Апрель Семнадцатого. Книга 1. — М.: Время, 2009. — 624 с. — ISBN 978-5-9691-0458-7;
- …Т. 16. Узел IV: Апрель Семнадцатого. Книга 2. — М.: Время, 2009. — 792 с. — ISBN 978-5-9691-0459-4.
- В последнем томе также представлен авторский конспект ненаписанных узлов (V—XX).

Отдельные издания (главы, сплотки глав, в том числе не вошедшие в текст эпопеи; Узлы, серии романов) эпопеи «Красное Колесо»
- Этюд о монархе: [Из полного текста «Августа Четырнадцатого»] // Вестн. рус. христиан. движения. — Париж; М.; Нью-Йорк, 1978. — № 124. — С. 153—249.
- Красное Колесо: Из Узла I «Август Четырнадцатого». Из главы 65. (Пётр Аркадьевич Столыпин) // Вестн. рус. христиан. движения. — Париж; Нью-Йорк; М., 1981. — № 134. — С. 125—152.
- Пётр Аркадьевич Столыпин: К 70-летию со дня убийства: [Из Узла I «Август Четырнадцатого»] // Рус. мысль. Париж, 1981. — 10 сент. С. 8—9; 17 сент. С. 8—9.
- Ленин в Цюрихе: Главы [из «Красного Колеса» / Примеч. авт.]. — Paris: YMCA-Press, 1975. — 241 с.
- Ленин в Цюрихе [сплотка глав (22-я гл. из Узла 1 и главы из Узлов 2 и 3) «Красного Колеса»[c]]; Рассказы; Крохотки; Публицистика / [Сост. Л. Быкова; Примеч. Н. Солженицыной]. — Екатеринбург: У-ФАКТОРИЯ, 1999. — 750 с. (Зеркало. XX век) ISBN 5-89178-101-8, ISBN 5-89178-078-X (30000 экз.)
  - Lenin w Zurychu : Rozdziały / Aleksander Sołżenicyn ; Przeł. Paweł Herzog. — [Warszawa] : Spotkpnia, Cop. 1990. — 202 с. — ISBN 83-85195-02-5 (пол.)
- «Красное Колесо». (Извлечение сюжетных линий) Комплект из 2 книг.
  - Царь. Столыпин. Ленин. Из «Красного Колеса» (I) Издательства: АСТ Москва, У-Фактория, 2008 г., 624 стр. (Серия: Золотой фонд мировой классики) ISBN 978-5-9713-9712-0, ISBN 978-5-9757-0414-6 — 3000 экз.
  - Наконец-то революция. Из «Красного Колеса» (II) Издательства: АСТ Москва, У-Фактория, 2008 г., 704 стр. (Серия: Золотой фонд мировой классики) ISBN 978-5-9713-9713-7, ISBN 978-5-9757-0415-3
  - [То же] Царь. Столыпин. Ленин. (I). Наконец-то революция. (II). Издательство: Екатеринбург: У-Фактория, 2008 г. 1328 стр. (общ.). ISBN 978-5-9757-0423-8, ISBN 978-5-9757-0362-0, ISBN 978-5-9757-0363-7, ISBN 978-5-9713-9714-4, ISBN 978-5-9713-9715-1. — 3000 экз.
  - Царь. Столыпин. Ленин: главы из книги «Красное Колесо» / Александр Солженицын. — М.: Астрель, 2011. — 621, [2] с. : портр. — ISBN 978-5-271-35901-9, ISBN 978-5-271-35877-7. — 2000 экз.
  - Царь. Столыпин. Ленин: главы из книги «Красное Колесо» / Александр Солженицын. — М.: Астрель, 2011. — 621, [2] с. : портр. — (Золотой фонд мировой классики). — ISBN 978-5-271-35569-1
  - Наконец-то революция: главы из книги «Красное Колесо» / Александр Солженицын. — М.: Астрель, 2011. — 596, [7] с. : портр. — (Золотой фонд мировой классики). — ISBN 978-5-271-35573-8
  - Царь. Столыпин. Ленин: главы из книги «Красное Колесо» / Александр Солженицын. — М.: АСТ, cop. 2018. — 621, [2] с. : портр. — ISBN 978-5-17-103302-6 : 1500 экз.
  - Наконец-то революция: главы из книги «Красное Колесо» / Александр Солженицын. — М.: АСТ, cop. 2018. — 696, [7] с. — ISBN 978-5-17-103290-6
- Комплект из 4-х томов «Красного Колеса»
  - Столыпин и Царь: Главы из кн. «Красное Колесо» / Ред. Н. Солженицына. — Екатеринбург: У-ФАКТОРИЯ, 2001. — 445 с.: портр. ISBN 5-94176-124-4. — 20000 экз.
  - Ленин: Цюрих — Петроград: Главы из кн. «Красное Колесо» / Ред. Н. Солженицына. — Екатеринбург: У-ФАКТОРИЯ, 2001. — 412 с.: портр. ISBN 5-94176-125-2 — 20000 экз.
  - Наконец-то революция: Главы из Марта Семнадцатого кн. «Красное Колесо»: В 2-х т. / Ред. Н. Солженицына. — Екатеринбург: У-ФАКТОРИЯ, 2001. — Кн. 1. 495 с.: портр. — ISBN 5-94176-127-9. — Кн. 2. 447 с.: портр. — ISBN 5-94176-128-7. — 20000 экз. [ISBN 5-94176-126-0]

### На других языках
В 2017 году вышел полный перевод последнего тома эпопеи на французский язык, выполненный Анн Кольдефи-Фокар (фр. Anne Coldefy-Faucard) и изданный издательством Fayard (1983—2017). (см. Апрель Семнадцатого)
В августе 2017 года стало известно, что роман «Красное Колесо» впервые будет опубликован на английском языке благодаря анонимному меценату. Изданием романа займётся университет Нотр-Дам, переведёт текст Мариан Шварц.
Первые три узла четырёх законченных частей были опубликованы на немецком языке в конце 1980-х годов Alexander Piper Verlag, Мюнхен.

## На сцене и экране
- Спектакль «Красное Колесо». Театр Армии, худрук Борис Морозов (2018).[9]
- Театральный сериал «Красное колесо» из пяти спектаклей-эскизов («Столыпин | Богров», «Вагон системы Полонсо», «Мертвые», «Ячейка» и «На „Дне“») в Новом пространстве Театра наций, 2017[10]—2018[11], при участии Евгения Миронова[12])
- В 2014 году Михаил Кураев написал сценарий для ВГТРК по «Красному колесу».[13]

## Критические отзывы
Редактор и литературный критик Анна Берзер, редактировавшая ранее рукопись «Один день Ивана Денисовича», помогала Солженицыну при работе с историческим материалом. В ноябре 1970 года отвечала на известную «Памятку первочитателя», в августе-сентябре 1984-го изучила парижское издание «Августа четырнадцатого» 1983 года, дополненное главами о Ленине, Столыпине и Богрове. По ознакомлению с финальной версией она оставила запись в своём дневнике: «Подавлена чтением „Колеса“ — чувствую, будто постарела от него. Эта махина — не живое „Колесо“, а разрушенное». Чтение романа, растянувшееся на 15 лет, стало переломным моментом для её отношения к писателю. В этом романе она увидела «сталинизм, обращенный к Столыпину», «религиозный фанатизм», «национальное хулиганство и ненависть лавочника к евреям».
По словам Лидии Чуковской, поэт и переводчик Анатолий Якобсон в мае 1972 года «бранил „Август“ — сказал, что для него плохость этой книги личная драма, что А. И. — герой и гений, а в этой книге вымышленный язык, никакой мысли, всё иллюстративно, неталантливо, задано и т. д.». О своём отношении Чуковская писала: «твёрдо стою: война там — великолепна, а Бестужевские курсы — безвкусны, пусты, вообще — тыл, мир — неудачен, особенно женщины и любовь».
По словам доктора исторических наук Георгия Чернявского, «Красное колесо» надо оценивать исключительно как роман, но не как историческое сочинение:

Я убежден в том, что Солженицын — в общем-то, хороший писатель, скажем так, у меня несколько особый взгляд на писателя Солженицына — историк очень плохой. Его «Красное колесо», в общем-то, к исторической науке отношения никакого не имеет. Впрочем, если рассматривать «Красное колесо» так, как оно называется — роман, то тут никаких претензий, романист имеет право на любую фантазию. Вот именно так и следует подходить.
По мнению филолога и философа Азы Алибековны Тахо-Годи: «…Солженицын абсолютно прав, когда говорит, что именно Февраль трагически изменил судьбу России. Показать путь к этой трагедии он и стремился в своем „Красном колесе“. Его меньше читают, чем „Архипелаг ГУЛАГ“, и напрасно. Алексей Федорович Лосев говорил, что никто, как Солженицын, не умел так гениально изображать „социальные страсти“, „социальные неврозы“, которыми болеет общество».
Вопрос об антисемитизме в работах Солженицына обсуждался в 1970-х годах, причём советские еврейские эмигранты и западные критики занимали позиции по обе стороны вопроса. Полемика была отчасти подогрета документальным романом «Ленин в Цюрихе» (главы из «Красного колеса»), в котором автор описал марксистского революционера Александра Гельфанда (Парвуса) как злобного, физически отталкивающего человека, посвятившую себя падению России. Не менее спорным был раздел в «Августе Четырнадцатого», посвященный убийству премьер-министра Петра Столыпина в 1911 году двойным агентом Дмитрием Богровым, описанный при помощи нескольких традиционных антиеврейских стереотипов. Хотя убийца происходил из ассимилированной семьи, связанной как с лютеранством, так и с русским православием, Солженицын приписывал его мотивацию глубоко укоренившемуся желанию устранить политическую фигуру, чьи действия мешали «невероятно талантливому» еврейскому народу раскрыть свой полный потенциал — утверждение, для которой нет надежных доказательств.

## Литературные персонажи и прототипы
Многие персонажи эпопеи имеют прототипы — реальные исторические лица:
- Саня (Исаакий) Лаженицын — отец автора Исаакий Семёнович Солженицын[d].
- Ксенья Томчак — мать автора Таисия Щербак, её отец Захар Томчак — дед автора Захар Фёдорович Щербак[3].
- Костя Гулай — друг автора Николай Виткевич[e].
- Фёдор Ковынёв — Фёдор Дмитриевич Крюков
- Инженер Ободовский — Пётр Акимович Пальчинский
- Варя (Матвеева)
- Прообраз Арсения Благодарёва — Борис Можаев[f]
- Прообраз Павла Ивановича Варсонофьева («Звездочёта») — Павел Иванович Новгородцев[18].

В основе супружеских отношений и любовной истории полковника Воротынцева лежит реальный эпизод из жизни автора, случившийся в феврале 1964 года.

## Комментарии
1. ↑  Через Андозерскую частью изложена система взглядов на монархию профессора Ивана Александровича Ильина.  // — «Красное колесо». Замечания автора к узлу второму.
2. ↑  Прототипом Зинаиды является Зинаида Румницкая, бывшая орловская гимназистка Фёдора Крюкова, выведенного в «Красном колесе» под именем Фёдора Ковынёва. // — «Красное колесо». Замечания автора к узлу второму.
3. ↑  1-е изд.: Paris: YMCA-Press, 1975. Автор, специально для нового издания, дал название каждой из глав этой книги. В издание включены в том числе не вошедшие впоследствии в «Колесо» (Вермонт; Париж: YMCA-Press, 1983—1991, и М.: Воениздат, 1993—1997) биографические справки, приложенные к «сплотке». (+ Размышления над Февральской революцией)
4. ↑  Прототипом одного из них, Сани (Исаакия) Лаженицына, является отец автора. // «История семьи писателя на фоне Первой мировой войны стала сюжетной канвой „Августа Четырнадцатого“. <…> Солженицыны (Лаженицыны) — предки по линии отца; Щербаки (Томчаки) — предки по линии матери» — Сараскина Л. И. Александр Солженицын. — М.: Молодая гвардия, 2008. — С. 19. — ISBN 978-5-235-03102-9.
5. ↑  Константин Гулай — придуманное имя. Его я рисую со своего друга Виткевича, отношения с ним даю, какие у нас были.  (Из пояснений А. И. Солженицына, 2001 год) // Сараскина Л. И. Александр Солженицын. — М.: Молодая гвардия, 2008. — С. 19. — ISBN 978-5-235-03102-9.
6. ↑  «… да Борю-то и описать главным крестьянским героем „Красного колеса“! — естественно входил он и в солдатство, с его бойцовской готовностью, поворотливостью, и в крестьянскую размыслительность, чинную обрядность, деликатность, — и во взрыв тамбовского мятежа. Так — родился и написан был (и не дописан, как всё „Колесо“, до командира партизанского полка) — Арсений Благодарёв. С живого легко, легко писалось'» // Солженицын А. c Борисом Можаевым // Литературная газета. — 1997, 26 февраля.
7. ↑  «Любовное увлечение февраля 1964 года и возникший конфликт будут ярчайше описаны в „Красном Колесе“ применительно к обстоятельствам 1916 года и отданы героям — полковнику Воротынцеву, его жене Алине, и его возлюбленной, тридцатисемилетней Ольде Арестовне Андозерской <…>» — Сараскина Л. И. Александр Солженицын. — М.: Молодая гвардия, 2008. — С. 527. — ISBN 978-5-235-03102-9.